# Нарин (страва)
Нарин (кирг. наарин, нарин; каз. нарин; узб. норин; уйг. нерин) — традиційна святкова страва з м'ясом в узбецькій кухні.

## Опис приготування
Традиційно в Узбекистані нарин готується з ковбаси кази, яка виробляється з конини. Вона тонко ріжеться та вариться з овочами. До бульйону, в якому варилась ковбаса, кладуть тісто домашньої локшини і варять 20 хвилин. Після цього його виймають звідти, змазують вершковим маслом, для того щоб воно не злипалося. Потім це тісто нарізують на тонкі мережевні смужки. Всі інгредієнти викладаються на великих тарілках та перемішуються, а бульйон розливається по піалках.